# Caja (Vorname)
Caja ist ein weiblicher Vorname.

## Herkunft und Bedeutung
Der Name ist eine dänische Variante von Kaja. Weitere Varianten sind Ina, Karen.

## Bekannte Namensträgerinnen
- Caja Schöpf (* 1985), deutsche Freestyle-Skierin
- Caja Thimm (* 1958), deutsche Medienwissenschaftlerin